# Ерцберг

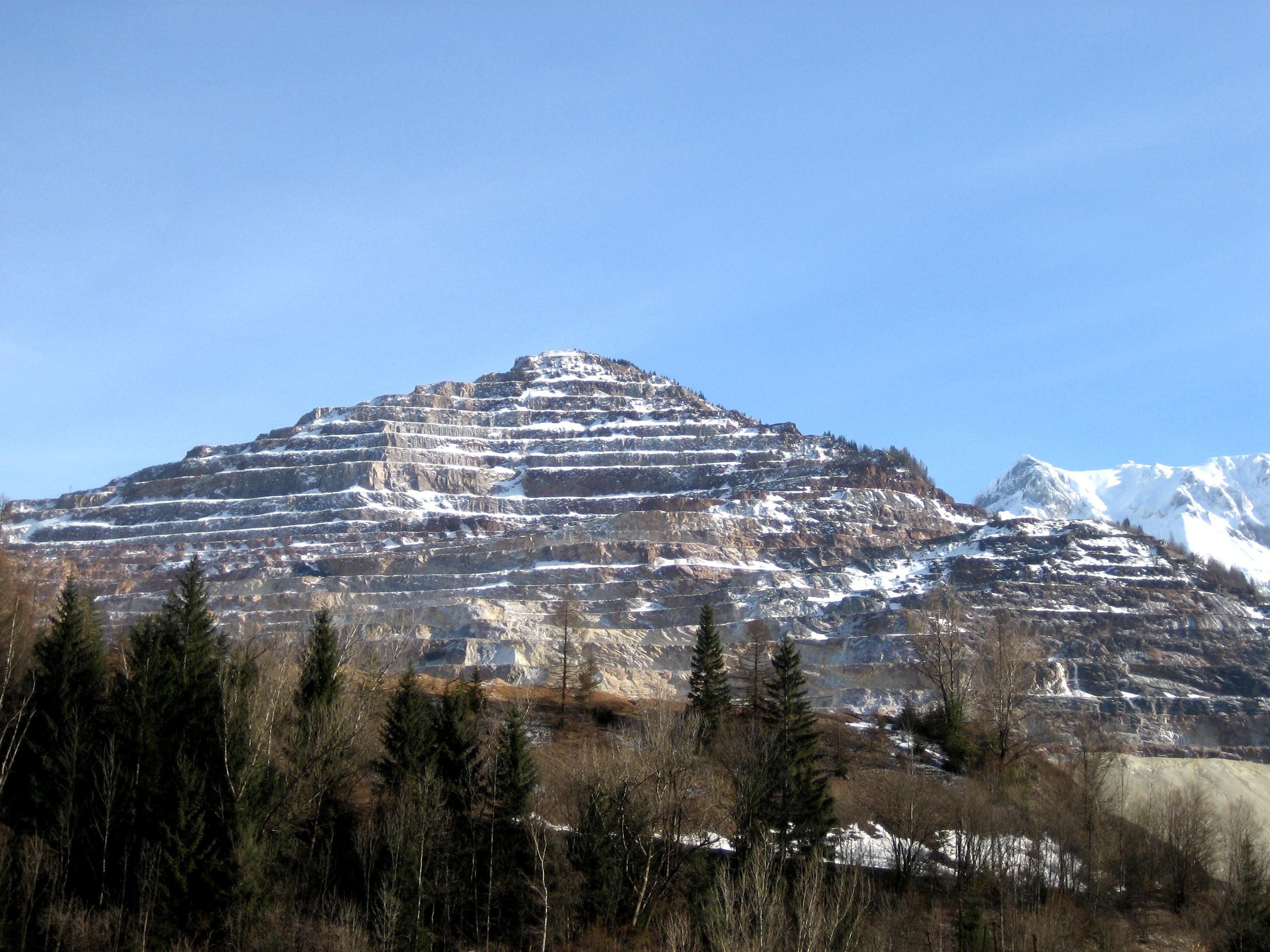
Гора-копальня Ерцберг

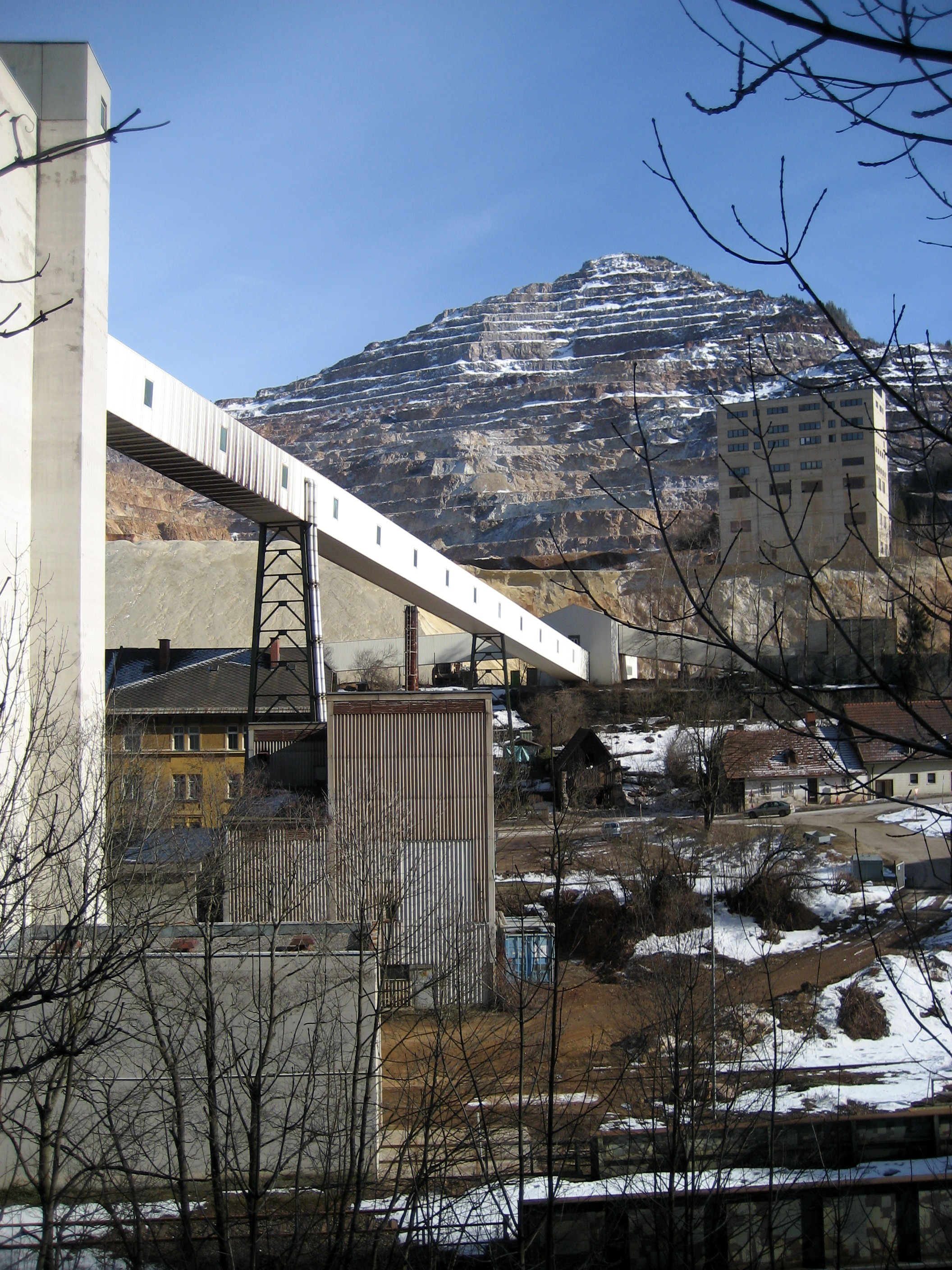
Сучасне гірниче підприємство на г. Ерцберг

Ерцберг (нім. Erzberg, дослівно: «Рудна Гора») — гора і давня копальня залізних руд в Штирії у гірському масиві Айзенерцські Альпи. Це єдине велике родовище у Австрії. Руда — сидерит) видобувається з XI ст. відкритим способом. Металл Ерцберга використовує велика сталеливарна компанія Voestalpine.
Висота гори до початку видобування залізних руд становила 1 532 м.

## Історія
У середньовіччі з боків «Рудної гори» розмістилися гірничі поселення Айзенерц («Залізна Руда») та Дордернберг («Передгір'я»). Поклади сидериту розташовувалися тут серед товщі силурійських сланців, що створювали широку й глибоку мульду між вершиною рудної гори (висотою 1537 м) і долиною річки Залізорудної. По всьому схилу гори руда виходила на поверхню й розроблялася відкритим способом. Висота уступів становила 9 — 13 м, а їх кількість сягала 40.
Про те, що видобуток залізної руди був у середньовіччі головною справою місцевих мешканців, свідчать знамена міст, які були подаровані гірникам імператором Фрідріхом III у 1453 р. На щиті одного із знамен зображені основні знаряддя руйнування гірських порід — гірничі молотки, а сам щит підтримує гірник у характерній робочій одежі. На другому знамені зображені гірники-трударі, які за допомогою кирки ведуть видобуток руд.
Залізо з Ерцберга доставлялось в Леобен, старовинний центр торгівлі металом, що розташовувався на торговому шляху венеційців у Центральну Європу (сьогодні це австрійське місто відоме своїм гірничим університетом). З Леобену залізо розвозили по численних кузнях, що розміщувалися на річках Мур і Мюрц, для виготовлення зброї та різноманітних знарядь праці. Залізні вироби Штирії довгий час користувалися великим попитом і були добре відомі по всій Європі.